# Televisão da Catalunha
Televisão da Catalunha  (em catalão:  Televisió de Catalunya, TVC) é a rede de televisão pública da Catalunha, oficialmente constituída de sete canais: TV3, 33, K3, 3/24, 300 (canal de TV), TV3CAT e Canal Super 3. É parte do Corporação Catalã de Rádio e Televisão, uma empresa pública criada pela Generalidade da Catalunha, de um Acto Fundador, em 1983. É financiado através de uma fórmula mista: 52% de sua renda vem do financiamento público da Generalidade da Catalunha, enquanto os 48% restantes é gerada através de publicidade, patrocínio, venda de mercadorias e programação.
A língua principal de todos esses canais é o catalão, contudo o espanhol não é legendado nem dobrado. No Vale de Aran, há programas em língua aranesa.
A Sede da TVC está situado em Sant Joan Despí,na comarca do baix llobregat ao sul de barcelona.

## História
TV3 começou a emitir o seu julgamento, em 11 de Setembro de 1983 (o Dia Nacional da Catalunha), mas suas emissões regulares começaram alguns meses depois, no dia 16 de janeiro de 1984. TV3 foi o primeiro canal de televisão a transmitir apenas em catalão. Em 1985, TV3 expandiu sua cobertura para Andorra, Catalunha do Norte e da Comunidade Valenciana. Um ano depois, TV3 inaugurou sua nova sede, um 4,5-instalação hectare em São João Despí, perto de Barcelona.
Desde 1987, a TV3 tem transmitido um segundo canal de áudio em quase todas as séries de línguas estrangeiras e filmes com o áudio original do programa, primeiro usando o sistema Zweikanalton e usando atualmente NICAM. Local séries e filmes são geralmente transmitidos em estéreo NICAM, embora às vezes uma faixa narração em áudio para cegos e deficientes visuais telespectadores é fornecido em seu lugar.
Em 1988, TV3 iniciou um processo de descentralização, os programas de radiodifusão primeiro na língua aranês para o Vale de Aran e, um ano mais tarde, abrindo filiais em Tarragona, Gerona e Lérida e criando as Comarcas Telenotícies, um programa de notícias regionais transmitido simultaneamente em quatro diferentes edições, uma para cada uma das quatro províncias catalão.

## Canais

### TV3
TV3 é o primeiro canal principal e TVC's. Um canal generalista, que transmite notícias e programems entretenimento, bem como séries e filmes de ficção e importantes eventos desportivos, incluindo La Liga jogos de futebol.

### 33
Segundo canal TVC's,'33 'é um canal desportivo e cultural. Sua programação consiste de programas culturais, documentários, eventos desportivos (com excepção dos mais importantes e La Liga corresponde de futebol, que são transmitidos pelo canal TV3 principal), os programas desportivos (Temps d'Aventura) e debates.
Originalmente chamado simplesmente 'Canal 33', em 2003, passou por uma reestruturação que dividi-lo em dois canais que compartilham a mesma freqüência: 33 e K3. 
Enquanto isso ainda é verdade para a radiodifusão analógica, desde dezembro de 2006, 33 tem um canal próprio no televisão digital terrestre.

### Super3
Super3 é um canal para crianças e adolescentes, que difunde normalmente desde a manhã até cerca das 20:00 durante a semana e um par de horas ao redor do meio-dia no fim de semana. Transmite tanto de entretenimento e programas educacionais, para uma ampla gama de idades. Programas de manhã cedo geralmente são direcionados para crianças mais novas, enquanto que a tarde é mais orientada para os adolescentes.
Até Dezembro de 2006, K3 partilhou a sua frequência com 33. Enquanto isso ainda é verdade para a radiodifusão analógica, a televisão digital terrestre K3 agora compartilha a freqüência do canal 300.

### 3 / 24
3/ 24é 24-TVC canal de notícias da hora, lançado em 2003.

### 300
'300 'É o mais novo canal TVC, lançado apenas em televisão digital terrestre como parte do canal TVC cinco DVB-T multiplex. 300 transmissões apenas séries e filmes já vistos na TV3 e 33/K3, tanto da sua própria produção ou estrangeiras.
Desde dezembro de 2006, 300 tem partilhado a sua frequência com K3.

### TV3CAT
TV3CAT (conhecida como TVCi até junho de 2009) é TVC canal de satélite, lançado em 1995. Ela transmite uma selecção de TV3 e 33 programas, bem como séries e filmes de ficção.

### TV3 HD
TV3 HD é um experimental alta definição canal digital terrestre lançado em 2007 usando o H.264 padrão (o canal está disponível apenas em Barcelona).

## Ligações Externas
- Site Oficial
- Guia de Canais
- Guia da Astra Satélites